# Glycaspis wiradjurae
Glycaspis wiradjurae är en insektsart som beskrevs av Moore 1970. Glycaspis wiradjurae ingår i släktet Glycaspis och familjen rundbladloppor. Inga underarter finns listade i Catalogue of Life.